# Conferencia Internacional de Paz de San Sebastián

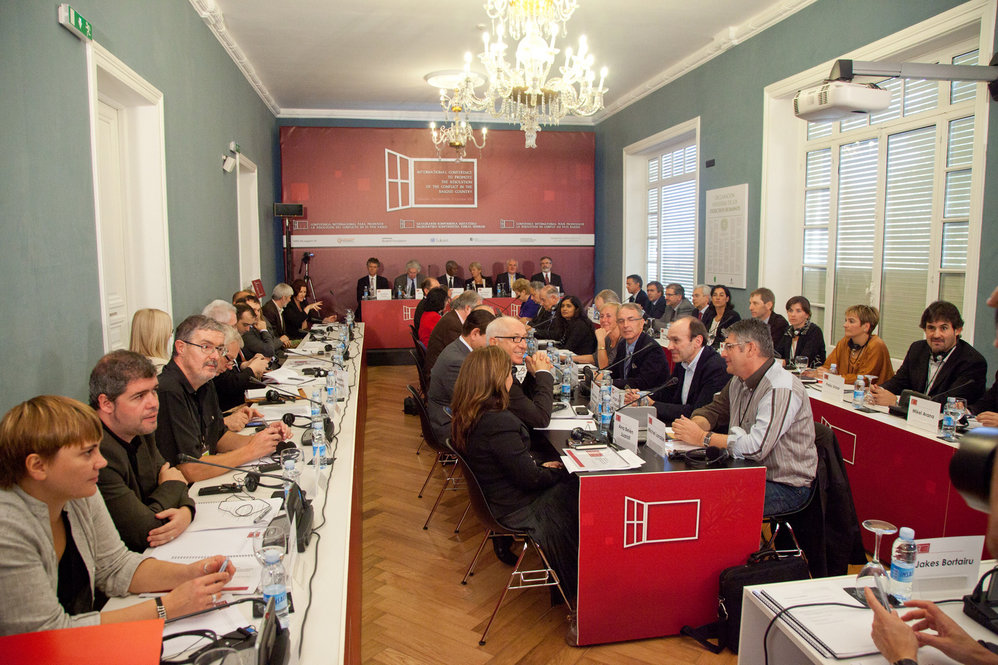
La Conferencia momentos antes de iniciarse, detrás están situados los delegados internacionales, en la mitad los organizadores y a los lados los políticos, sindicatos y agentes sociales vascos.

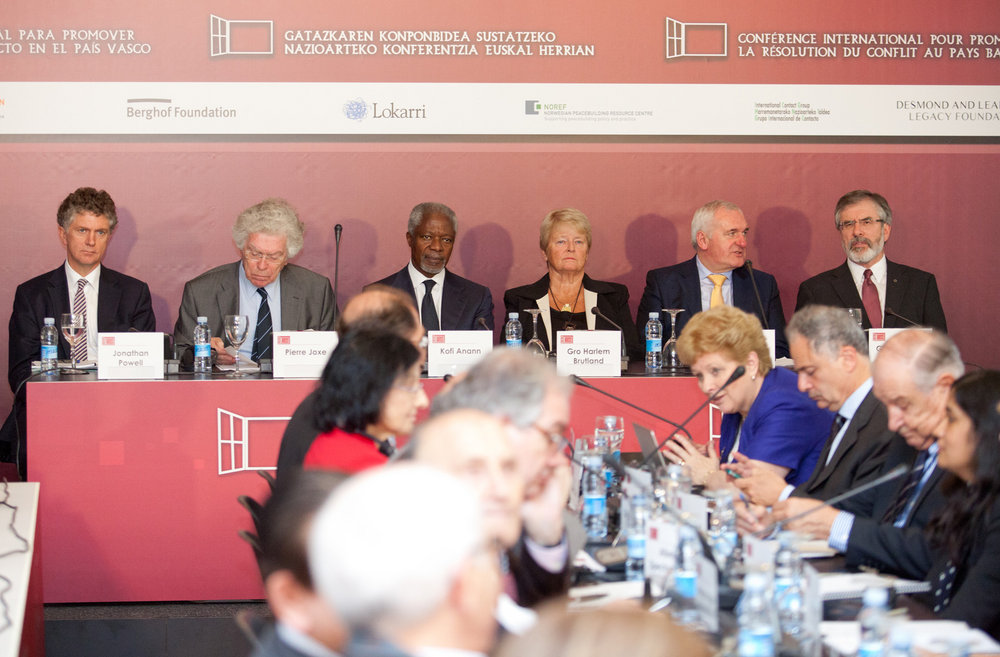
Mesa principal de la Conferencia en la que están sentados los Seis de Aiete, de izquierda a derecha: Jonathan Powell, Pierre Joxe, Kofi Annan, Gro Harlem Brundtland, Bertie Ahern y Gerry Adams.

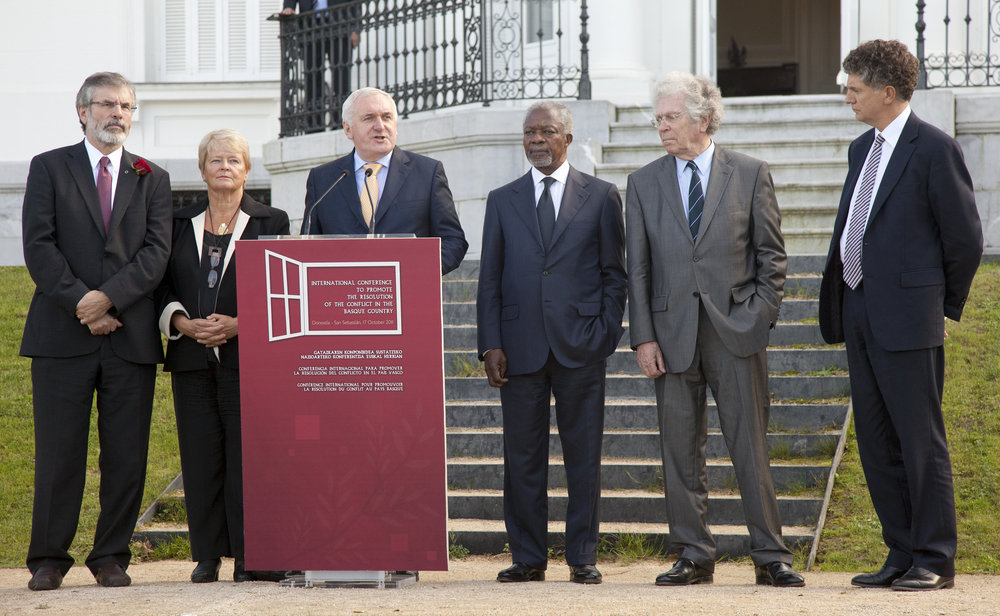
Los Seis de Aiete.

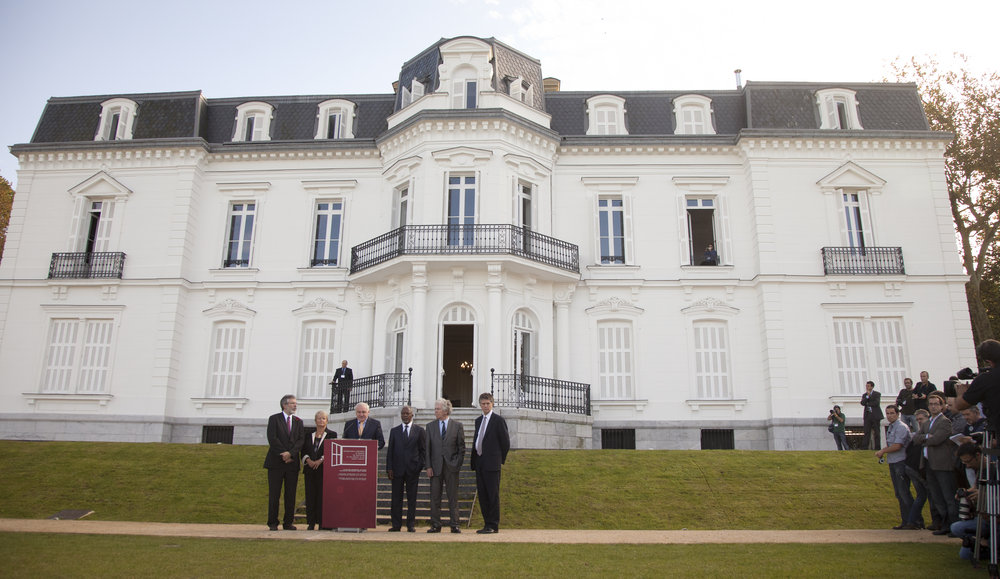
El Palacio de Ayete, testigo de la Conferencia Internacional de Paz de San Sebastián.

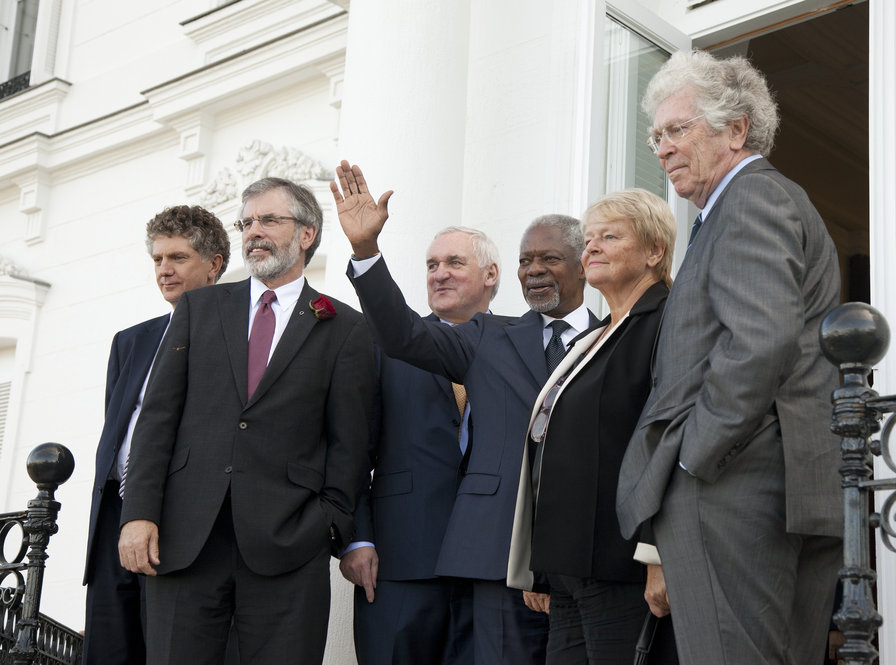
Los Seis de Aiete, de izquierda a derecha: Jonathan Powell, Gerry Adams, Bertie Ahern, Kofi Annan, Gro Harlem Brundtland y Pierre Joxe.

La Conferencia Internacional para promover la resolución del conflicto en el País Vasco, también conocida como Conferencia de Paz de San Sebastián, se celebró en el Palacio de Ayete, de la ciudad de San Sebastián (País Vasco) el 17 de octubre de 2011. Acudieron personalidades internacionales de la política y la pacificación, tales como Kofi Annan, Bertie Ahern, Gro Harlem Brundtland, Pierre Joxe, Gerry Adams y Jonathan Powell.
La Conferencia Internacional de Paz concluyó con una declaración de cinco puntos en la que los representantes internacionales instaban a la organización terrorista Euskadi Ta Askatasuna (ETA) a un cese definitivo de la violencia. El 20 de octubre, tres días después de su celebración, ETA realizó el anuncio del cese definitivo de su actividad armada.

## Participantes
Organizadores
- Lokarri
- Brian Currin: Mediador internacional.

Partidos políticos
- Partido Nacionalista Vasco
- Partido Socialista de Euskadi-Euskadiko Ezkerra
- Eusko Alkartasuna
- Izquierda abertzale, entendiendo por tal a los simpatizantes del partido político nacional  ilegalizado Batasuna.
- Aralar
- Alternatiba
- Ezker Batua-Berdeak
- Izquierda-Ezkerra
- Geroa Bai
- Union pour un mouvement populaire
- Parti socialiste
- Mouvement démocrate

Instituciones
- Ayuntamiento de San Sebastián
- Diputación Foral de Guipúzcoa

Patronal
- Confebask - Euskal Enpresarien Konfederakuntza - Confederación de Empresarios Vascos

Sindicatos
- Eusko Langileen Alkartasuna-Solidaridad de los Trabajadores Vascos (ELA)
- Langile Abertzaleen Batzordeak (LAB)
- Comisiones Obreras (CCOO)
- Unión General de Trabajadores (UGT)

Personalidades internacionales
- Kofi Annan: Premio Nobel de la Paz del 2001 y exsecretario general de la ONU entre los años 1997 y 2006.
- Gerry Adams: Presidente del Sinn Féin, parlamentario irlandés y participante del Acuerdo de Viernes Santo y el Proceso de paz de Irlanda del Norte.
- Bertie Ahern: Exlíder de Fianna Fáil, ex primer ministro de la República de Irlanda y participante del Acuerdo de Viernes Santo y el Proceso de paz de Irlanda del Norte.
- Gro Harlem Brundtland: Política del Partido Laborista Noruego, ex primera ministra de Noruega.
- Pierre Joxe: Político del Partido Socialista de Francia, exministro de Defensa e Interior, y exmiembro del Consejo Constitucional de Francia.
- Jonathan Powell: Político del Partido Laborista del Reino Unido, que fue jefe del gabinete de Tony Blair.

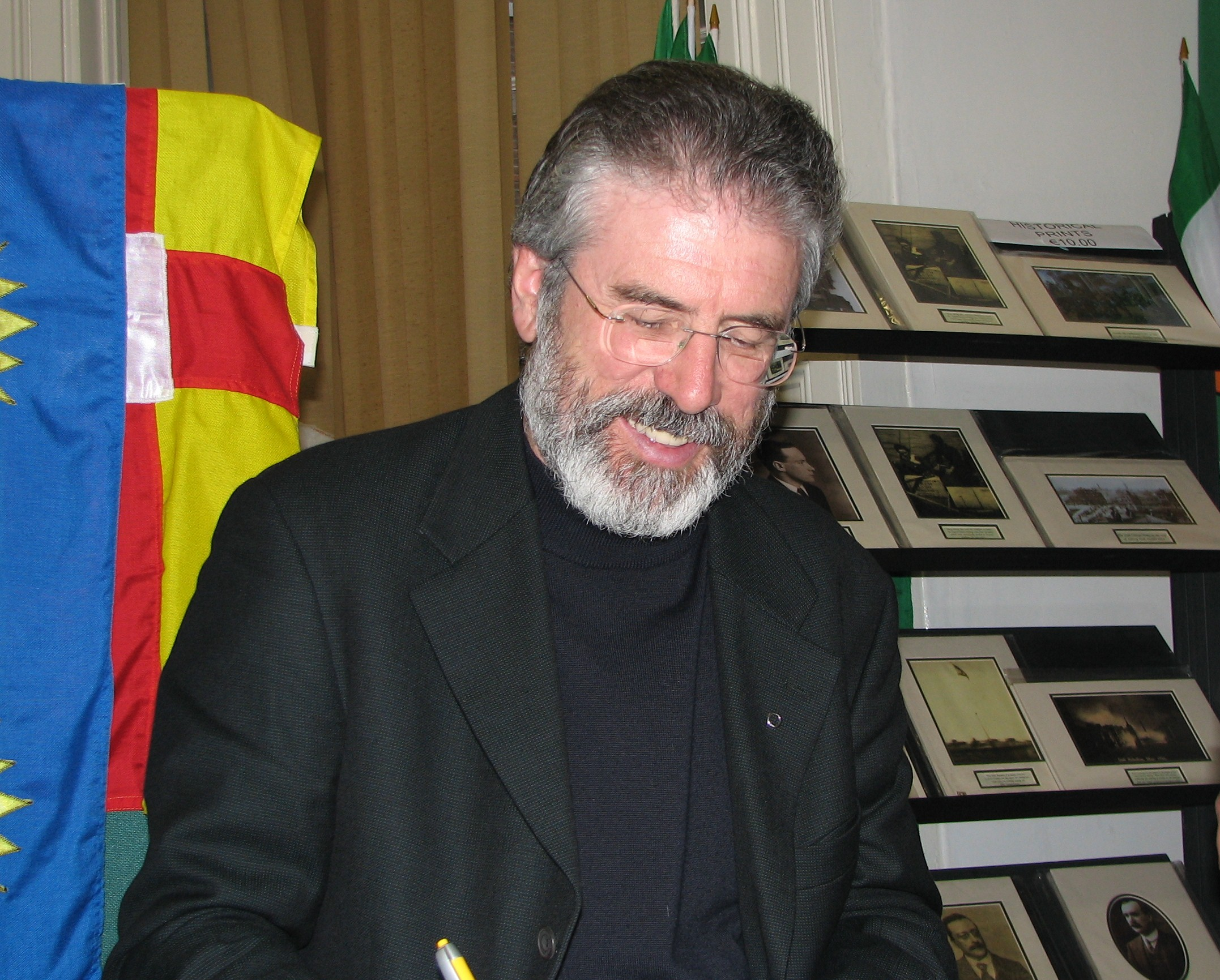
Gerry Adams.
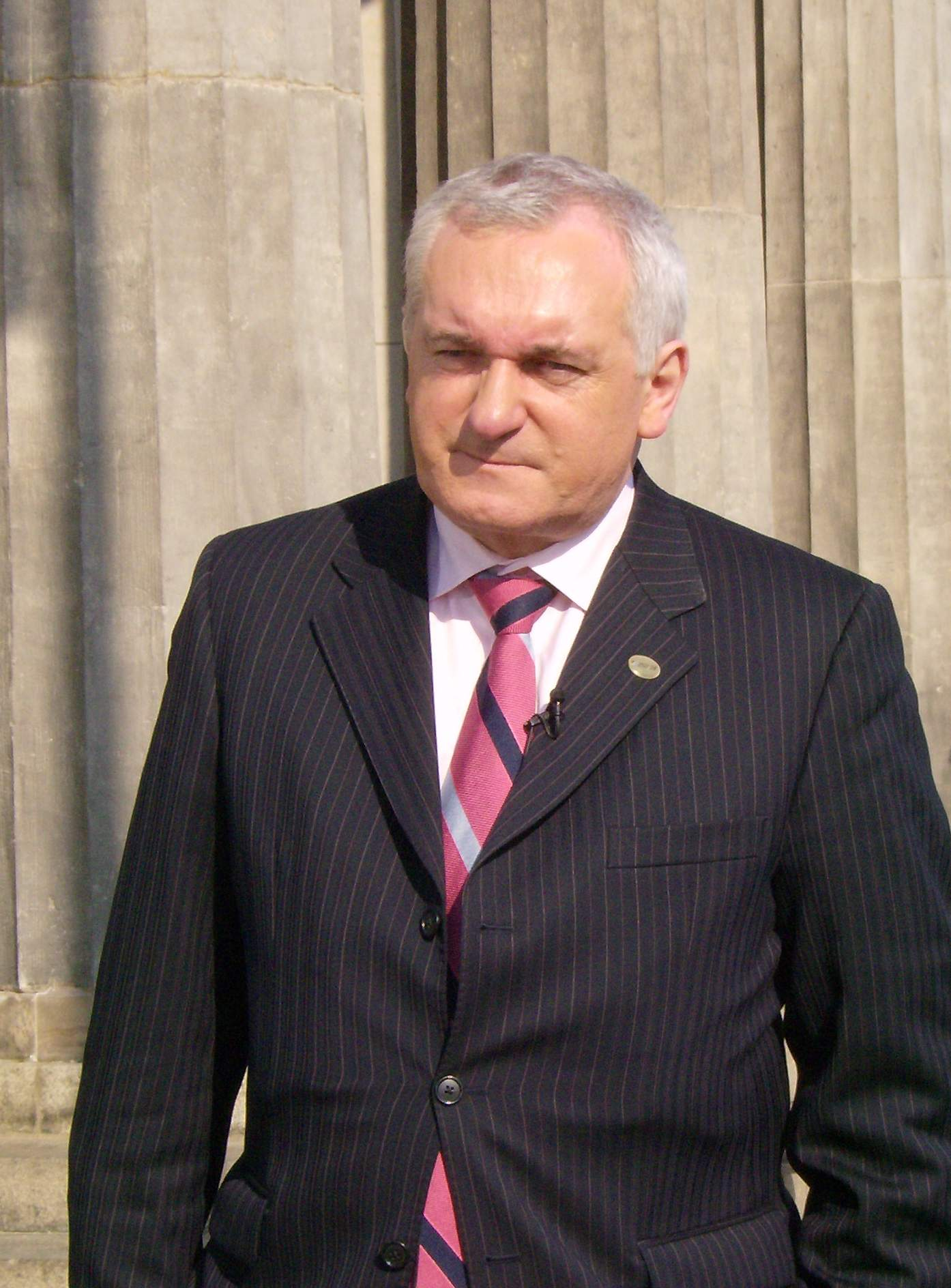
Bertie Ahern.
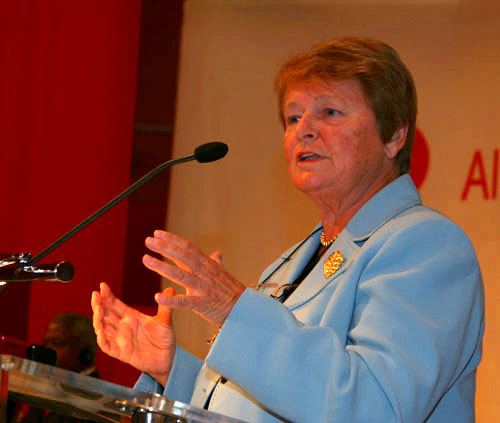
Gro Harlem Brundtland.
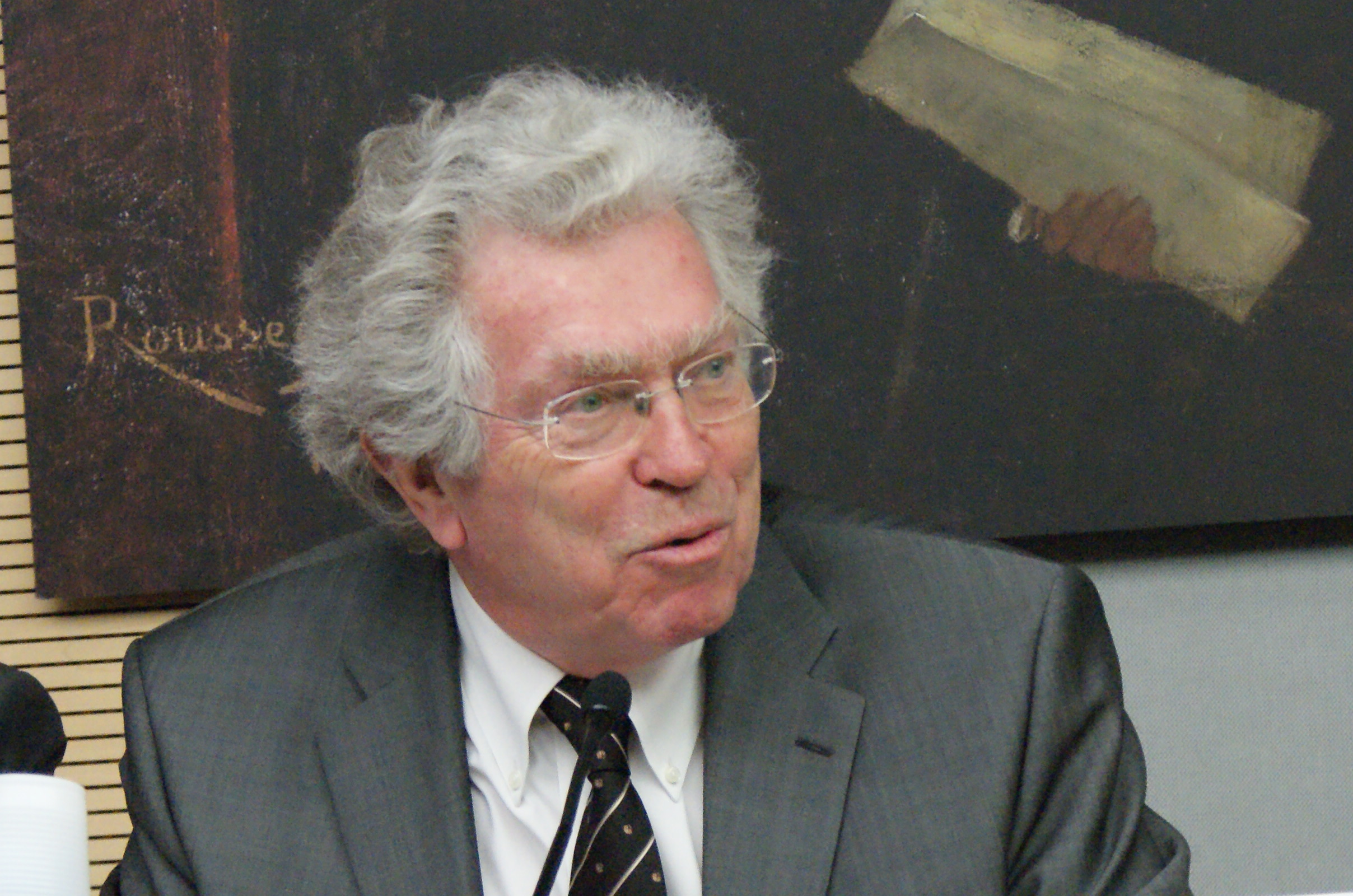
Pierre Joxe.
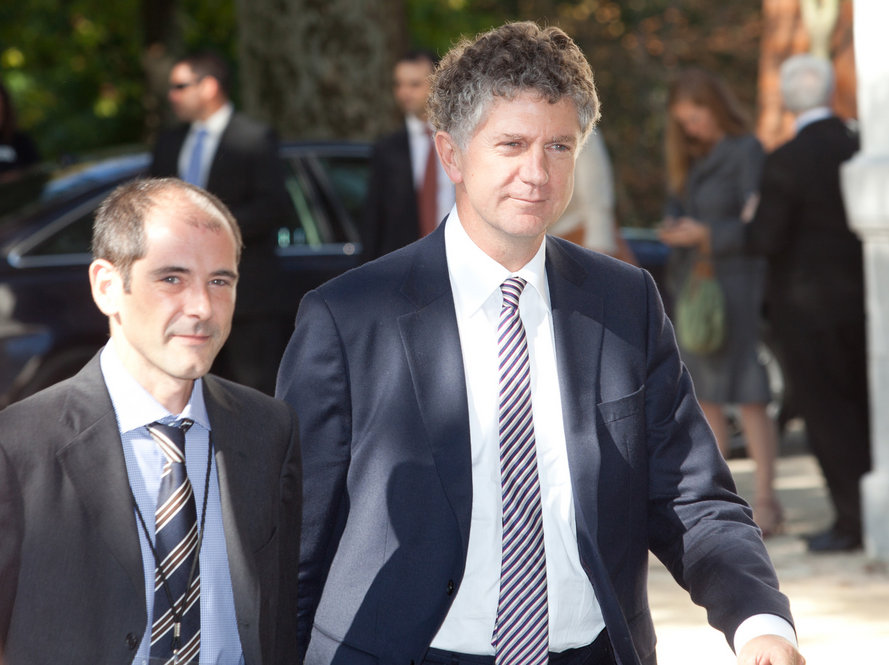
Jonathan Powell (derecha) con Paul Ríos, de Lokarri.

## Declaración
La declaración fue leída íntegramente en inglés por el ex primer ministro de la República de Irlanda, Bertie Ahern:

Hemos venido al País Vasco hoy porque creemos que ha llegado la hora y la posibilidad de finalizar la última confrontación armada en Europa.

Creemos que este objetivo puede ser alcanzado ahora con el apoyo de toda la ciudadanía, de sus representantes políticos y con el de Europa y la amplia Comunidad Internacional. Queremos aclarar que no hemos venido aquí hoy para imponer algo o pretender que tenemos el derecho o autoridad de dictar a la ciudadanía de este país, a sus diversos actores y a sus representantes políticos qué se debe hacer.

En cambio, hemos venido con buena fe y con la esperanza de poder ofrecer ideas desde nuestra propia experiencia resolviendo largos conflictos que afligieron a nuestras propias sociedades y pueblos, así como de otros que ayudamos a resolver. Sabemos desde nuestra propia experiencia que lograr terminar con una situación de violencia y conflicto, y lograr una paz duradera nunca es fácil. Se requiere valentía, voluntad de tomar riesgos, compromisos profundos, generosidad y visión de hombre de estado. La paz viene cuando el poder de la reconciliación pesa más que los hábitos del odio; cuando la posibilidad del presente y del futuro es infinitamente mejor que la amargura del pasado. Sabemos también de nuestra propia experiencia que cuando hay una verdadera oportunidad para alcanzar la paz debe ser aprovechada. La creciente exigencia de la ciudadanía de este país y sus representantes políticos para superar el conflicto mediante el diálogo, la democracia y la completa no violencia, ha creado esta oportunidad.

Sobre la base de esto creemos que es posible terminar hoy con más de cincuenta años de violencia y alcanzar una paz justa y duradera. Por todo ello:

1.- Llamamos a ETA a hacer una declaración pública de cese definitivo de la actividad armada, y solicitar diálogo con los gobiernos de España y Francia para tratar exclusivamente las consecuencias del conflicto.

2.- Si dicha declaración fuese realizada instamos a los gobiernos de España y Francia a darle la bienvenida y aceptar iniciar conversaciones para tratar exclusivamente las consecuencias del conflicto.

3.- Instamos a que se adopten pasos profundos para avanzar en la reconciliación, reconocer compensar y asistir a todas las víctimas, reconocer el dolor causado y ayudar a sanar las heridas personales y sociales.

4.- En nuestra experiencia de resolver conflictos hay a menudo otras cuestiones que si son tratadas pueden ayudar a alcanzar una paz duradera. Sugerimos que los actores no violentos y representantes políticos se reúnan y discutan cuestiones políticas así como otras relacionadas al respecto, con consulta a la ciudadanía, lo cual podría contribuir a una nueva era sin conflicto. En nuestra experiencia terceras partes observadoras o facilitadoras ayudan el diálogo. Aquí, el diálogo también podría ser asistido por facilitadores internacionales si así fuese decidido por las partes involucradas.

5.- Estamos dispuestos a organizar un comité de seguimiento de estas recomendaciones.

Donostia, 17 de octubre de 2011.

## Reacciones de los participantes
- Pello Urizar, secretario general de Eusko Alkartasuna y portavoz de Bildu, consideró que la declaración "exige dar pasos, porque la ciudadanía así lo desea", y destacó que "los partidos políticos tenemos que ponernos a hablar y aprovechar este momento".[5]

- La izquierda abertzale valoró que "se ha abierto una gran ventana de esperanza para la superación definitiva y estable del conflicto político", por lo que reivindicó "escenarios de superación de violencia sin conculcación de derechos hasta la generación de un marco de soluciones democráticas plena". En este sentido, también expresó su apoyo "inequívoco" a los Principios Mitchell, recogidos en el Acuerdo de Gernika.[6]

- Oskar Matute, portavoz de Alternatiba, expresó el compromiso de su formación con "una paz justa y duradera" que, a su juicio, solo se puede alcanzar "si todas las partes afectadas entienden que han participado en un proceso del que no han salido derrotadas", por lo que rechazó "los discursos de quienes, desde una pretendida necesidad de victoria moral, exigen vencedores y vencidos". También consideró necesarias "una apuesta clara y decidida, ahora y en el futuro, en favor de la exclusividad de las vías pacíficas, políticas y democráticas", tratar el problema de los presos "en todas sus dimensiones", la legalización de Sortu y que cualquier negociación entre ETA y el Gobierno se acote "a lo relativo a desarme, la desmilitarización de Euskal Herria y los presos". Propuso, además, "dar pasos para avanzar hacía un escenario en el que agentes diversos, e incluso confrontados anteriormente, se unan en torno a la reivindicación de todos los derechos para todas las personas", señalando que "este esfuerzo colectivo y diverso propiciaría la posibilidad de asistir al reconocimiento del dolor causado, con independencia de su procedencia (ETA, GAL, cuerpos de seguridad, etc)".[7]

- Iñigo Urkullu, presidente del Partido Nacionalista Vasco afirmó que "la declaración del cese definitivo de la violencia de ETA traerá una ventana abierta a la esperanza para poder gestionar también las consecuencias de todo el sufrimiento que se ha generado en más de cincuenta años". Urkullu también aseguró que los líderes internacionales que estuvieron presentes en la Conferencia trasladaron el "mensaje claro" de que, "como primer paso", tiene que haber "una declaración de cese definitivo por parte de ETA".[8]

## Reacciones críticas
- El Gobierno de España, presidido por José Luis Rodríguez Zapatero (PSOE), manifestó con carácter previo que, aunque no se oponía a la celebración de la reunión, tampoco se comprometía con la misma y no iba a participar en ella.[9]

- El lehendakari Patxi López (PSE-EE) pidió desde Nueva York a ETA que "asuma su absoluta soledad y anuncie su final definitivo", al mismo tiempo que valoraba que la Conferencia pidiera "a ETA que deje definitivamente sus actividades terroristas".[8]

- El Partido Popular, en palabras de su vicesecretario general Esteban González Pons, manifestó que los participantes internacionales "realmente no tienen ni puñetera idea del país en el que se encuentran ni qué tipo de conflicto se ha vivido", porque en su opinión en España "no ha faltado la paz, sino que ha faltado la libertad", sin que hubiera dos bandos enfrentados, sino uno que "ha puesto terroristas" y otro "que ha puesto víctimas".[10] Por su parte, Antonio Basagoiti, presidente del Partido Popular del País Vasco, dijo que la declaración era "inaceptable para cualquier demócrata" porque, a su juicio, "equipara a víctimas con verdugos" y "a la banda terrorista con los gobiernos democráticos". Basagoiti insistió en que los cinco puntos de la declaración eran "las tesis de ETA y Batasuna con más o menos edulcoración".[8]

- Las asociaciones de víctimas del terrorismo no acudieron a la conferencia y mostraron su desconfianza. Aun así, un grupo de víctimas se acercó al término de la misma para leer ante los periodistas el decálogo suscrito en el mes de noviembre de 2010 por la práctica totalidad de asociaciones de víctimas del terrorismo existentes en España, en el que se establecen los principios que, a su juicio, deben marcar el final de ETA.[11]

- Rosa Díez, portavoz de Unión Progreso y Democracia (UPyD), se mostró "aterrada" porque, en su opinión, el PSOE y el Gobierno, que consideraba "de los suyos", se sumaron a la estrategia de ETA al respaldar la Conferencia. "Cuando ETA lo deje, que lo dejará, no será porque se han juntado una docena de mediadores, sino que será consecuencia de un esfuerzo conjunto de fuerzas de seguridad del Estado, jueces y de la propia sociedad", declaró.[8] Por su parte, el portavoz de UPyD en el Parlamento Vasco, Gorka Maneiro, consideró que la conferencia era "juez y parte del entramado batasuno" y añadió que era "una broma de mal gusto, un disparate y un circo al servicio de los que no quieren un final de ETA con vencedores y vencidos".[12]